# Фотофиниш
Фотофиниш — программно-аппаратная система для фиксации порядка пересечения финишной черты участниками соревнований, дающая изображение, которое можно в дальнейшем неоднократно просмотреть.
Фотофиниш работает по принципу щелевой съёмки: изображение проецируется через узкую щель (а в цифровом фотофинише — фиксируется линия шириной в один пиксель). Получаемое в итоге статическое изображение «набирается» из этих полосок, как рисунок на ковре.
Все современные системы фотофиниша имеют синхронизированный со стартовым сигналом таймер. Это позволяет получить не только порядок финиша, но и точный результат участников, пересёкших финишную черту.

## История

### Период фотографии
Первое известное упоминание об использовании фотофиниша относится к концу XIX века — тогда для определения победителя в скачках была использована обычная фотокамера. В номере за май 1882 года журнала «Nature» было опубликовано письмо пионера скоростной фотографии Эдварда Мейбриджа, в котором указывалось, что «в ближайшем будущем результаты важных заездов будут зависеть от фотографии, по которой будет определяться победитель». Старейшая известная фотография фотофиниша датируется 25 июня 1890 года.
Кроме тотализатора, преимущества тогдашнего технического новшества вскоре стали применяться и в различных видах спорта с массовым финишем.
На Олимпийских играх впервые применен в 1912 году в Стокгольме. Вскоре выяснились и технические недостатки фотографии для фиксации подобных событий. Так, за время, пока двигалась шторка в затворе фотоаппарата, лошади успевали проделать путь длиной около 10 сантиметров, фотокамера не могла зафиксировать всех пересекающих финиш (впрочем, эту проблему чуть позже удалось частично решить использованием нескольких поочерёдно фотографирующих фотоаппаратов), и др. Несмотря на то, что улучшенная техника фотографии применялась для фотофиниша по меньшей мере до начала 1940-х годов, уже в 1920-х годах начались эксперименты с быстроразвивающейся и прогрессирующей киносъёмкой.

### Период скоростной киносъёмки
В 1926 году Датской федерацией лёгкой атлетики было представлено устройство фотофиниша, использующее технику щелевой фотографии. В 1928 году устройство применяется на Олимпийских играх в Амстердаме. Революция в совмещении фотофиниша и автохронометража происходит в начале 30-х годов XX века с появлением «камеры Кирби» — высокоскоростной кинокамеры, изобретённой Густавусом Т. Кирби и впервые применённой в 1931 году. Произведённое Kodak-Bell Lab’s устройство имело два объектива, использовало 60 мм киноплёнку, прогонявшуюся со скоростью 128 кадров в секунду. Через один объектив снималась собственно линия финиша, второй же был сфокусирован на встроенный электромеханический хронометр с вращающимися дисками, на которых были нанесены числовые отметки. Таймер системы запускался от выстрела стартового пистолета. Официальный дебют «камеры Кирби» состоялся на Олимпийских Играх 1932 года в Лос-Анджелесе. На Олимпиаде 1936 года в Берлине немецким инженерам из Zeiss Ikon AG и Physikalisch-Technischer Reichsanstalt удалось создать нечто аналогичное: использовались две асинхронные камеры, снимающие со скоростью 50 кадров в секунду, а их совмещение давало заданную дискретность — 100 кадров в секунду. Устройство имело обозначение Ziel-Zeit Camera.
В те же 30-е годы стала применяться и техника щелевой фотографии, значительно снизившая расход плёнки и дающая более объективные результаты фотоконтроля.
Следующим этапом развитии техники фотофиниша стало изобретение в 40-х годах электрического метода нанесения маркеров времени непосредственно на плёнку с дискретностью 1/1000 секунды.
Первая послевоенная Олимпиада 1948 года в Лондоне стала последней, где применялся «штучный продукт» — специально изготовленная компанией British Race Finish Recording Co. Ltd система фотофиниша, названная «Magic Eye» («Магический глаз»)
1950-е годы прошли под знаком технологического соперничества между компаниями «Omega» и «Longines», результатом которого становились всё более новые и совершенные технологические решения в спортивном хронометраже и фотофинише.
В 1949 году компания «OMEGA» представила систему Racend OMEGA Timer, которая указывается компанией в качестве первой серийной системы фотофиниша в мире, — в 1952 году она дебютировала под маркой Photofinish на зимней Олимпиаде 1952 года в Осло.

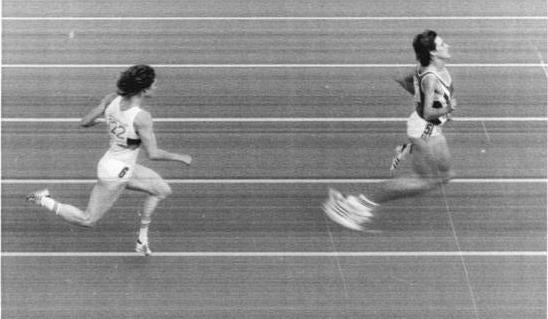
1987 — 400 метров с барьерами — кадр пленочного фотофиниша OMEGA Photosprint OPS 2

В 1949 году компания «Longines» представляет «Chronocamera» — первый серийный спортивный кварцевый хронометр, на основе которого и кинокамеры Bolex-Paillard 16H в 1954 году благодаря инженерам компании «Longines» появился «Chronocinegines» («Хроносинэжин») — устройство фотофиниша и автохронометража, позволившее фиксировать на плёнке результаты с точностью до 1/1000 с — при том, что сама камера снимала до 100 кадров в секунду.
«Chronocinegines» широко применялось в высокоскоростных видах спорта. В 1963 году «Omega» представляет дальнейшее развитие систем фотофиниша и автохронометража — камеру на 35 мм плёнке OMEGA Photosprint (OPS1), первый значительный шаг вперед со времени появления «камеры Кирби». Именно она стала первой официально признанной камерой фотофиниша и автохронометража на Олимпийских играх в Мехико 1968 года — первых Олимпийских играх в истории, на которых автохронометраж был признан официальным. Получая изображение через щелевой затвор со скоростью около 100 кадров в секунду, она обеспечивала точность засечки времени до 1/1000 секунды.
На следующих летних Олимпийских играх 1972 года в Мюнхене была представлена более совершенная модель «Photosprint OPS 2», ставшая практически монополистом в этом секторе спортивного инструментария вплоть до начала 1990-х годов. Но фотофиниш оставался «чёрно-белым». Цветным он стал в 1981 году благодаря OMEGA Colour Photosprint (применялся впервые на Олимпийских играх 1984 года), но в силу сложности технологического процесса и высокой стоимости эта модель осталась прерогативой Олимпийских Игр до цифровой революции середины 1990-х.
Олимпиада 1988 года в Сеуле стала последней, на которой применялись исключительно «пленочные» системы фотофиниша и автохронометража; в это время скорость движения плёнки уже достигала 1000 кадров в секунду. При достигнутом высоком техническом и технологическом уровне у пленочных фотофинишей все ещё оставались серьёзные недостатки — прежде всего, ограниченность времени фиксации финишного створа. Плёнка имела свойство рано или поздно заканчиваться, иногда она рвалась или заминалась, а процесс её проявки был трудозатратным и не самым удобным в условиях, чаще всего далеких от лабораторных.

### Начало «цифровой» эпохи
Для того, чтобы определить, кто же «пришёл первым» к «цифровому» фотофинишу, вполне пригодился бы сам фотофиниш. По заявлению компании «OMEGA» первым фотофинишем является система видеофиниша «Scan O’Vision» созданная в 1990 году, в то же время пресс-релиз о её представлении датируется 1991 годом. Доподлинно известно, что на летнем чемпионате мира ИААФ в 1991 году впервые была задействована система фотофиниша Slit Video 1000 HD компании «Seiko», впервые использовавшая CCD. Причем разрешение на её использование наряду с плёночными системами было получено от ИААФ всего за несколько недель до официального старта Чемпионата. В том же 1991 году свой фотофиниш — «MacFinish» — представляет бельгийская Intersoft Electronics.. Первоначально и именитые производители, и только что появившиеся компании были примерно в равном положении — они делали первые шаги по применению недавно появившихся устройств и элементной базы (CCD, персональных компьютеров и т. д.) для нужд спортивного хронометража и фотофиниша. Появляется система видеофиниша «Accutrack» использующая обычную видеосъёмку, но её скорость съёмки в 30 кадров в секунду ограничивает её применение соревнованиями по легкой атлетике начального уровня. На зимних Олимпийских играх в Альбервилле 1992 году дебютирует система видеофиниша «Scan O’Vision» компании «OMEGA» — пока лишь в одном виде — в конькобежном спорте. На летних Олимпийских Играх 1992 года в Барселоне «Seiko» использует цифровой фотофиниш на соревнованиях по легкой атлетике.
Первые цифровые камеры проходили те же этапы развития, что и ранее пленочные — первые модели представляли собой цифровую камеру, которая сопрягалась с таймером и коммуникационно-управляющим блоком, которые в свою очередь были соединены с компьютером, на котором было установлено специализированное программное обеспечение для работы с полученным изображением. Преимущественно для соединения с компьютером использовался один из самых быстрых на то время SCSI интерфейс. По мере совершенствования CCD матриц разработчики столкнулись с проблемой нехватки скоростей интерфейсов для передачи больших объёмов информации и довольно быстрого истощения свободного пространства накопителей информации, имевших на то время весьма скромные объёмы. Пока цифровой фотофиниш остаётся чёрно-белым.
В мае 1994 года дебютирует первый цветной фотофиниш ColorLynx компании из США Lynx System Developers, Inc. В том же году на чемпионате мира по легкой атлетике в Гётеборге (Швеция) «Seiko» использует фотофиниш, сканирующий финишную линию со скоростью в 4000 линий в секунду.
В 1996 году OMEGA представила свой первый цветной цифровой фотофиниш OSV3 (правда, пока только для лёгкой атлетики) вместе с ещё одним своим новшеством — электронным стартовым пистолетом.
В том же году Lynx System Developers выпускает систему EtherLynx — первую в мире камеру фотофиниша с интерфейсом Ethernet, длительность получения изображения финишной линии для которой теперь ограничивалась лишь размером свободного места на жёстком диске (для разделов с файловой системой NTFS).
В 1997 году на летнем чемпионате мира по лёгкой атлетике в Афинах «Seiko» использует цветной цифровой фотофиниш 1800 HD, сканирующий финишную линию со скоростью до 4000 линий в секунду. Его 32 мегабайт оперативной памяти хватало на запись только 72 секунд — для начала дальнейшей работы содержимое переписывали на 230 мегабайтные магнито-оптические диски и затем очищали оперативную память.
В 1998 году на зимних Олимпийских играх в Нагано в ряде видов, наряду с системами компании «Seiko», применяются системы Lynx System Developers. В этом же году эта компания заключает договор с «Seiko» о сотрудничестве в этом секторе спортивного оборудования.
В 2003 году компания Lynx System Developers представляет самую скоростную систему фотофиниша из серийно-производимых — EtherLynx PRO — сканирующей со скоростью 10 000 линий в секунду в 32 битном цвете — при одной ССD матрице. Этой же камере принадлежит и рекорд в ширине захватываемой финишной линии (или же четкости изображения) — 4000 пиксел.
К началу XXI века основные узкие места — в скорости передачи данных и их объёме — были ликвидированы благодаря общему развитию компьютерной техники. На смену SCSI пришёл IEEЕ-1394 и высокоскоростные сетевые протоколы (оптоволоконные и обычные). Лишь одна — чисто физическая проблема — так и осталась камнем преткновения: чем выше скорость сканирования, тем больше света нужно для получения нормально читаемой картинки фотофиниша. Отдельные производители (например Lynx System Developers) смогли обеспечить себя высокочувствительными CCD матрицами, но это решение оказалась недоступным для других.
Частичным выходом из сложившейся ситуации стало использование большинством производителей трёх CCD матриц вместо одной, что в свою очередь породило определённые сложности с получением изображения только финишной линии: в связи с более широким сектором захвата такими системами.

## Принцип работы цифровой системы
Современная цифровая система фотофиниша состоит, по меньшей мере, из одной специальной цифровой камеры, использующей принцип так называемой щелевой съёмки. Матрица этой цифровой камеры, в отличие от обычных камер, для съёмки использует лишь один вертикальный ряд пикселов. В то же время скорость получения изображения может достигать до 10 000 линий в секунду, хотя наиболее распространёнными являются системы сканирующие до 2000 линий в секунду. Большинство камер фотофиниша имеют встроенный или совмещённый таймер — в этом случае при получении изображения к каждой линии добавляется маркер времени. Получаемые данные передаются на компьютер, где при помощи специализированного программного обеспечения линии склеиваются в одно непрерывное изображение финишной линии на протяжении времени активного захвата. Оператор или судья фотофиниша расшифровывает полученное изображение, определяя порядок прихода и/или время участников.
Дальнейшие операции с изображением определяются порядком или правилами состязаний.

## Особенности функционирования
Получаемое изображение фотофиниша являет собой промежуточное звено между фото и киносъёмкой — это одно статическое изображение движущихся объектов, зафиксированных на протяжении определённого периода времени в одном изображении. Если предмет будет статичен в отношении линии съёмки — то фиксироваться будет только та часть, которая находится в линии съёмки. Чем выше скорость движения объекта и чем ниже скорость получения изображения, тем у́же получится его изображение: часть поверхности объекта, пересёкшего линию съёмки, попросту не будет зафиксирована. При обратной ситуации — низкой скорости объекта или высокой скорости съёмки — объект будет шире, чем он есть на самом деле, поскольку одна и та же область его поверхности, пересекающая ось съёмки, была отображена более одного раза, но добавлена к изображению. В связи с этим в разных видах спорта используется разная скорость съёмки, а в лёгкой атлетике это касается и видов — например, спринта и средних дистанций, где скорость атлетов на финише разнится. При этом изображение, полученное при разных скоростях съёмки, будет иметь разную освещенность — при одних и тех же параметрах оптической системы камеры — более темное при высокой скорости съёмки и более светлое при низкой. С большей потребностью в свете связаны и параметры в отношении требования к светосиле оптики, используемой в камерах фотофиниша.
Другой особенностью является рабочая высота матриц(ы), используемой для съёмки, которая обуславливает протяжённость финишной линии, которая будет охватываться камерой фотофиниша. При особо широких финишных линиях (например, в гребле и ряде других видов) обычно нужны максимальные значения ширины захвата. Если же ширины захвата имеющихся систем не хватает, то организаторам приходится использовать несколько камер для каждого из участков финишной линии.

### «Полосатость» изображений
Высокая скорость съёмки имеет и другую особенность — при работе в условиях прямого искусственного освещения, работающего от сети переменного тока (прежде всего в залах), получается изображение разной интенсивности освещенности, связанное с несущей частотой в электросети (фазой), которое в итоге выглядит как «полосатое». Исключением из общих правил есть лишь в EtherLynx PRO, где имеется возможность компенсации влияния «фазированного» источника света.

## Фотофиниш в спорте
Наличие протокола фотофиниша является одним из обязательных условий при ратификации мировых рекордов в легкой атлетике и ряде других видов спорта входящих в программу Олимпийских игр.
С появлением высокоскоростных цифровых камер системы фотофиниша также они используются и в мотоспорте — им оснащены все места проведения гонок Формулы-1, NASCAR и ряд других мест проведения высокоскоростных гонок.
Преимущественно порядок прихода определяется по первой поверхности участника, коснувшейся вертикальной плоскости финишной линии. Но всё же есть виды спорта, где обуславливается конкретная часть спортсмена или его инвентаря, по которой определяется его приход. В большинстве олимпийских видов спорта также описаны требования и порядок работы системы фотофиниша.

### В легкой атлетике
Согласно соревновательным правилам ИААФ на 2010—2011 годы, для обеспечения полностью автоматического хронометража (аппаратуры, автоматически запускающей таймер от выстрела стартового пистолета и регистрирующей финиш посредством признанной ИААФ системы фотофиниша — Fully Automatic Timing and Photo Finish System) должно быть использовано, по меньшей мере, две независимые друг от друга системы, с камерами, установленными по обе стороны дорожки, получающие изображение финишной линии с момента её пересечения с линиями дорожек. Корректность установки камер определяется посредством оценки изображения чёрных прямоугольников (не шире 2 см), нанесённых с внутренней стороны финишной черты, прилегающей к линии каждой из дорожек: получаемое изображение должно иметь цвет финишной линии, разделённый чёрными полосами, образованными чёрными прямоугольниками на местах пересечений финишной линии с линиями дорожек. Оборудование фотофиниша должно быть проверено на точность не позднее 4-х лет до начала старта. Перед началом беговой программы Главный судья на фотофинише, Рефери по беговым видам и стартер, проводят т. н. тест на ноль (zero-test) для текущей проверки точности измерения времени и корректности установки оборудования. Для этого в створе финишной черты производят выстрел из стартового пистолета с подключённым стартовым датчиком, фиксируя это на фотофинише. После чего определяют период между появлением дымка или пламени и сработкой стартового датчика: это время должно быть постоянным и не превышать 1/1000 с. Для чёткого определения дорожки финиширующего участника в спринте рекомендуется использование клеящихся номеров, по номеру дорожки участника.
Порядок первенства определяется по первой поверхности торса атлета. Под торсом указывается тело атлета без рук, ног, головы и шеи. У женщин учитывается и грудь (начиная с соска): довольно часто в спринтерских видах разница в приходе состоит именно в этом расстоянии. У мужчин же учитывается и выступ в районе таза, хотя эта часть тела «приходит первой» только когда спортсмен бросает бежать перед линией финиша, что чаще всего происходит на средних и длинных дистанциях.
С конца 2008 года на средних и длинных дистанциях (если в забеге не используются транспондеры (RFID)) в фотофинишах «Seiko» и Lynx System Developers применяется дополнительные цифровые камеры (IdentiLynx), интегрированные и синхронизированные с изображением фотофиниша, которые фиксируют финиширующих участников с разных ракурсов. Это нововведение было вызвано тем, что рекомендуемые клеящиеся номера стартующих на этих дистанциях часто отклеивались задолго до финиша. Ранее судьи сверяли приход участников и их номера по отдельной видеозаписи и изображению фотофиниша, что иногда значительно задерживало объявление результатов на этих видах.
«Seiko» — компания, обеспечивающая официальный хронометраж основных соревнований ИААФ (Чемпионатов, Кубков мира и др.) — предоставляет оборудование на эти старты. На легкоатлетической программе Олимпийских игр используется оборудование компании «Omega», официального хронометриста Международного Олимпийского Комитета с 2001 года.

### В велоспорте
В велоспорте на шоссе фотофиниш является обязательным как и в трековых видах 
Первенство определяется по внешней стороне шины колеса велосипеда, пересёкшего вертикальную плоскость линии финиша.
При массовых финишах в многодневных велогонках, таких как Тур де Франс, Джиро д’Италия, Вуэльта Испании (как и многих других) он является единственным судейским инструментарием для официального определения порядка прихода (зачастую разница между финиширующими в группе менее 5/10 000 с). Время, зафиксированное при помощи фотофиниша, является официальным; транспондеры, показания которых используются при телевизионных трансляциях, довольно часто теряются в завалах или при замене велосипедов после аварий. На официальных стартах UCI (Чемпионаты, Кубки Мира) используются системы «Omega», официального партнёра по хронометражу UCI. На основных крупных веломногодневках (Тур де Франс, Джиро д’Италия, Вуэльта Испании и др.) официальным оборудованием являются системы Lynx System Developers.

### В лыжных гонках
В нескольких дисциплинах лыжных гонок использование фотофиниша согласно правилам обязательно.
Первенство определяется по носку для крепления ботинка, а не по носку лыжи, как было бы логично ожидать. В силу специфики дистанции близкие финиши не столь часты, в связи с этим они обычно на слуху. Так относительно часто прибегали к рассмотрению изображения фотофиниша на зимней Олимпиаде 2010 года в Ванкувере.

### В конькобежном спорте и шорт-треке
В шорт-треке фотофиниш применяется с конца 90-х годов XX века. А вот для более консервативного конькобежного спорта его официальное обязательное применение, оговорённое правилами, относительно ново — с 2008 года. В этих видах спорта приход определяется по носку лезвия конька, который находится в соприкосновении со льдом.

### В автоспорте
С появлением высокоскоростных цифровых камер системы фотофиниша нашли широкое применение в автоспорте — им оснащены все места проведения гонок Формулы-1, NASCAR и ряд других мест проведения высокоскоростных гонок. Максимальная скорость съёмки выпускаемой серийно с 2003 года камеры фотофиниша Etherlynx PRO 10K достигает 10 000 кадров в секунду, что позволяет при скорости в 320 км/ч определять порядок прихода при разрыве между болидами чуть более одного сантиметра.

## Фотофиниш на скачках и бегах
В тотализаторе — на скачках и бегах — также исторически не обходится без систем фотофиниша. На отдельных ипподромах число систем фотофиниша исчисляется десятками, «цена ошибки» в буквальном смысле очень высока. Также критично важно в этих состязаниях точное определение порядка прихода. Для того, чтобы максимально обеспечить это требование, на финише устанавливается дополнительная (по меньшей мере, одна) система, которая ориентирована на участок финишной черты, где будут финишировать фавориты заезда. Для получения изображения с обоих ракурсов на внутренней стороне дорожки традиционно устанавливают зеркало-отражатель — «пережиток» эпохи фотофиниша требовавшего присутствие человека (но который не мог там находиться). Впрочем, с появлением новых систем многие ипподромы используют также и камеры фотофиниша обоих ракурсов. В скачках первенство обычно определяется по носу лошади, а в собачьих бегах — по носу собаки. Однако даже современные устройства оказываются иногда не в силах определить победителя в тех редких случаях, когда действительно имеет место факт прихода «нос в нос». Но всё же это происходит крайне редко, хотя и практически всегда привлекает внимание местной прессы.

## Фотофиниш в фотоискусстве
Фотофиниш по своему принципу действия аналогичен панорамной камере. С появлением камеры EtherLynx PRO с её 4000 пикселей вертикального разрешения и практически неограниченным горизонтальным ряд фотографов-энтузиастов, сотрудничающие с такими спортивными изданиями, как Sports Illustrated и компаниями, как Getty Images, нашли новое «старое» применение для камер фотофиниша — для получения фотографий. Дебют фотокамеры фотофиниша состоялся на Олимпийских играх 2004 года в Афинах.